# 아르투아 백국

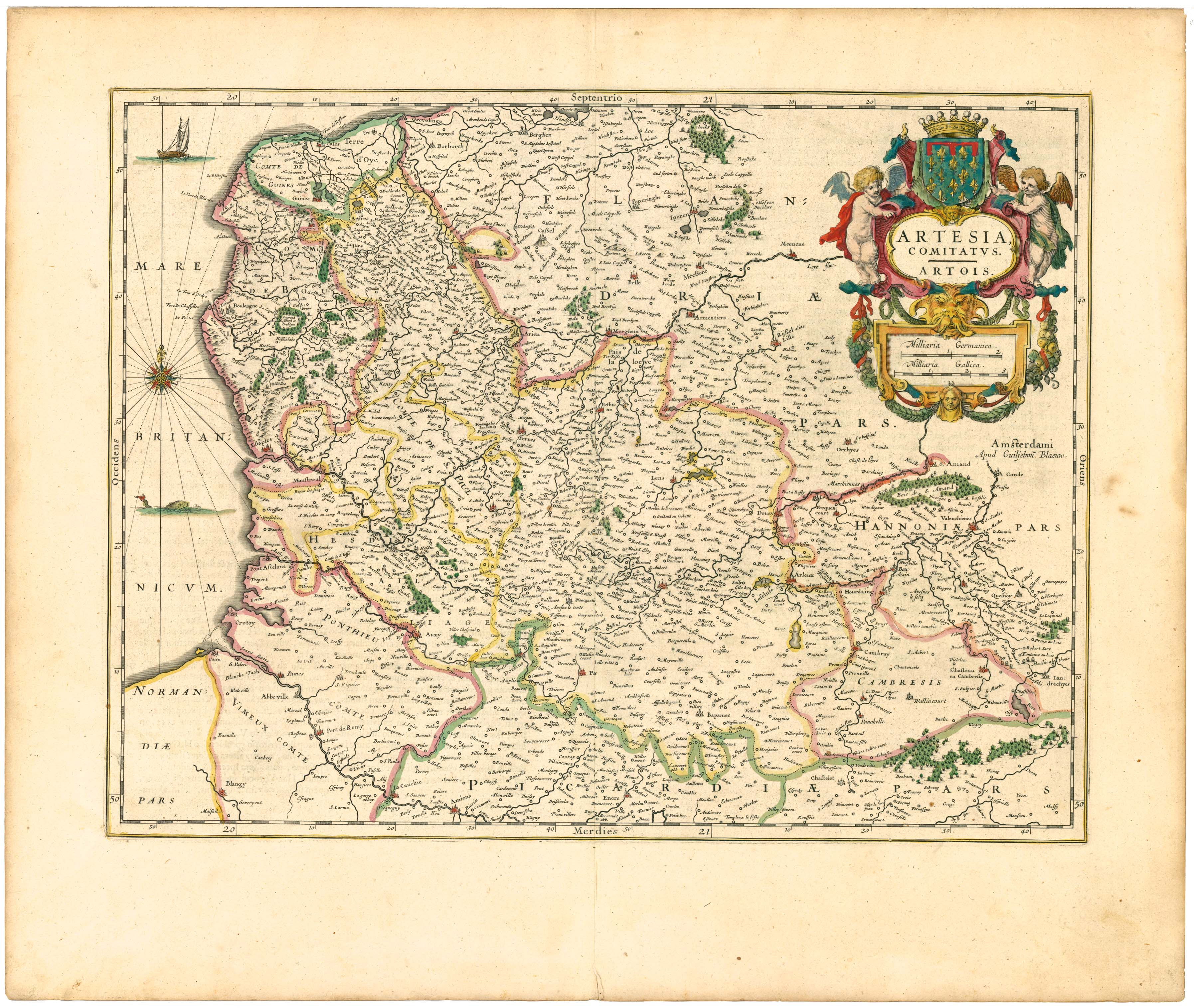
요안 블라우가 제작한 1645년 당시의 아르투아 백국의 지도

아르투아 백국(프랑스어: comté d'Artois, 네덜란드어: Graafschap Artesië)은 프랑스의 옛 프로뱅스이며, 1237년부터 1659년까지 부르고뉴 백작들이 소유했었고, 1493년부터 1659년까지는 신성 로마 제국의 영토였다.
오늘날 아르투아는 프랑스 북부에 있으며, 벨기에와 국경을 접하고 있다. 이 지역의 크키는 대략 4,000 km2이고 인구는 약 백만명 정도이다. 주요 도시는 아라스 (아트레흐트), 칼레 (칼러스), 불로뉴쉬르메르 (보넌), 생토메르 (신트오마르스), 랑스, 베튄이다. 현재 파드칼레주를 형성하고 있다.
본래 봉건 백국이던 아르투아는 플랑드르 백작들에 의해 합병되었다. 아르투아는 1180년 플랑드르의 공녀 에노의 이자벨의 결혼 지참금으로서 프랑스에 속했다가, 이자벨의 손자인 로베르 1세를 위해서 1237년 분리된 백국이 되었다. 상속을 통해서 아르투아는 1384년 부르고뉴 백작의 통치하에 놓이게 됐다. 제4대 부르고뉴 백작 용담공 샤를이 1477년에 사망하면서, 아르투아는 합스부르크 가가 상속했고, 훗날 스페인계 합스부르크 가에게 넘어갔다. 네덜란드에서 일어난 1566년 종교 반란 이후, 아르투아도 1576년에 잠시 네덜란드 반란에 합류했고, 헨트 강화 조약까지도 참여하여 1579년에 아라스 동맹을 형성하기도 했다.
연합 이후, 아르투아와 에노(헤네하우언)는 펠리페 2세와 분리 협약까지 이르렀다. 아르투아는 30년 전쟁에서 프랑스에 정복될까지 스페인령 네덜란드에 잔류했다. 1659년 피레네 조약으로 프랑스의 합병이 정식 인정되었으며, 프랑스의 프로뱅스가 되었다. 아르투아는 이미 대부분이 프랑스어가 주요 언어이고, 프랑스에 합병될 때까지 남네덜란드의 일부였다.
아르투아는 풍부한 석탄 자원으로 19세기 중반에 급속도로 빠른 산업 발전을 겪었다. 제1차 세계 대전 기간에는 프랑스내 영불 연합군의 최전선이였기에, 엄청난 피해를 겪었다. 20세기 후반부터는 석탄 산업의 쇠퇴로 인근 지역과 함께 긴 침체를 겪고 있다.

## 위치
아르투아는 파드칼레주에 속해 있으며, 서부 지역은 옛 불로네 지역을 구성했다. 아르투아는 아라스, 베튄, 생토메르, 랑스, 몽트레유 아롱디스망의 동쪽 지역을 합친 것과 대략적으로 일치하다. 또한 동쪽 방향으로 인근 노르주를 거쳐 벨기에 중부 지역까지 뻗어있는 탄전 지대의 서부 지역 끝을 차지하고 있다.

## 역사
율리우스 카이사르 시대에 아르투아는 그가 벨가이족으로 여기던 부족 중 하나인 아르바테스족의 영토였다. 그들의 중심 도시인 네메토켄나 (Nemetocenna, 이후로는 Nemetacum 또는 Nemetacon으로 불렸으며, "신성한 장소"를 의미하는 켈트어 네메톤 [Nemeton]에서 유래한 것으로 믿어지고 있다)는 오늘날의 아라스이며, 이 지역의 옛 지명에서 이름이 붙었을 것이라 추측하고 있다.
아르투아는 서프랑크 왕국에 만들어진 카롤루스 왕조의 봉지 영지 중 하나였다. 로마 시대에 아르투아는 로마의 속주인 벨기카와 저지 게르마니아에 위치했고 켈트족들이 거주했었으며, 이들은 로마 제국이 약화되면서 게르만족들로 대체되었다. 아르투아 영지는 오달리크 (Odalric)와 아르투아의 에크프리트 (Ecfrid)에 의해 세워졌고, 898년부터는 백작 보두앵 2세에 의해 플랑드르 백국에 통합되기 시작하여, 그의 아들이자 후계자인 아르눌 1세에 의해 완료되었다.
아르투아의 공작령은 플랑드르 백작 필리프 1세가 프랑스의 국왕 필리프 2세에게 시집을 가는 그의 조카 에노의 이자벨의 결혼 지참금으로서 플랑드르 백국을 분할하면서 1180년에 세워졌다. 1190년에 이자벨이 사망하면서, 프랑스에 의해 복원 영지로 여겨져 그들이 차지하였으며, 이는 플랑드르 백작들의 강한 반감을 샀다. "아르투아 백작"이라 칭해진 프랑스 왕자 사자왕 루이 8세가 플랑드르 지역에 대한 군사 작전을 벌이고 백작 페랑을 사로잡은 후, 아르투아 백국은 1214년 부빈 전투에서 플랑드르의 패배와 1226년 믈룅 조약 이후 프랑스의 카페 왕가가 차지하였다.
1237년 루이 8세는 아르투아 백국을 속령으로서 그의 막내 아들 로베르에게 주었고, 그렇게하여 그는 카페 가문의 방계 가문인 아르투아 가문의 창시자가 되었다. 그의 후계자인 로베르 2세 백작이 1302년 황금 박차 전투에서 사망한 후, 로베르의 딸 여백작 마오와 1298년에 퓌른 전투에서 전사한 필리프의 권리를 제기한 필리프의 아들이자 로베르의 조카 로베르 3세간에 계승 분쟁이 발생하였다. 이 분쟁은 마오가 이득인 결과로 막을 내렸다. 1329년에 그녀가 사망하고나서, 아르투아는 이브레아 백작 부르고뉴의 오통 4세에 의해 그녀의 딸 잔 2세에게 넘어갔다. 1315년에 잔 2세는 부르고뉴 백국(프랑슈콩테)을 상속했고 1330년에 그녀가 사망할때, 아르투아와 프랑슈콩테를 그녀의 장녀 잔 3세에게 남겼다.
아르투아와 부르고뉴의 여백작 잔 3세는 1330년에 부르고뉴의 외드 3세와 혼인으로 카페 왕가의 방계 가문인 공작 가 부르고뉴 가문과 가문 결속에 들어갔다. 1350년까지 아르투아와 프랑슈콩테, 부르고뉴 공국의 모든 영토들이 그들의 손자 부르고뉴의 필리프 1세에게 상속됐다. 그러나 1361년에 필리프 1세가 사망하고, 아르투아는 잔의 차녀 마르그리트에게 반환되었다가, 그녀가 사망한 후 1382년에 그녀의 아들 백작 루이 2세의 통치를 받으며 다시 플랑드르에 속하게 됐다. 1384년에 모든 플랑드르와 아르투아, 프랑슈콩테 지역들은 루이의 딸이자 후계자인 플랑드르 여백작 마가레타 3세가 1369년에 용담공 필리프와 혼인하게 되면서 부르고뉴 공국의 방대하고 복잡한 영토의 일부가 되었다.
아르투아는 1477년 1월 5일 낭시 전투에서 부르고뉴 공작 용담공 샤를 1세가 사망하며 단절될때까지 발루아부르고뉴 가문 출신들인 필리프의 후손들이 보유했다. 이곳을 공격한 루이 11세는 세네셜로서 아르투아 백국을 최초 세웠다. 그렇기는 하지만 부르고뉴의 영토들은 신성 로마 제국의 황제 프리드리히 3세의 아들이자 샤를의 외동딸 부귀공 마리의 남편이기도 했던 대공 막시밀리안 1세가 주장한 영토이기도 했다. 막시밀리안과 루이의 군대는 1479년 귄가트 전투에서 격돌했다. 합스부르크의 군대가 승리를 거뒀지만 1482년에 마리가 사망함으로서 막시밀리안은 플랑드르의 유일한 소유자가 될 수 있었지만, 반면 프랑슈콩테와 아르투아는 1482년 아라스 조약에 의해 공식적으로 프랑스 왕에게 이양되었다.
그러나 루이의 후임 왕인 샤를 8세는 현재 신성 로마 제국의 황제였던 막시밀리안에게 프랑슈콩테와 아르투아 두 지역을 1493년 상리스 조약으로 넘겨주고 말았다. 그때부터 신성 로마 제국의 영지가 된 아르투아는 1512년부터 부르군트 관구에 속한 합스부르크령 네덜란드의 네덜란드 17주의 하나가 되었고 1556년부터는 합스부르크령 스페인의 소유였다. 1579년 에노, 왈롱 플랑드르와 함께 아르투아는 합스부르크령 스페인에 충성을 하는 아라스 동맹에 서명했고, 반면 이러한 반응에 스페인령 네덜란드의 북부 7개 주는 네덜란드 공화국의 전신인 위트레흐트 동맹을 형성하였다. 아르투아는 프랑스-스페인 전쟁 기간인 1640년에 프랑스의 루이 13세 군대에게 정복됐고 1659년 피레네 조약으로 프랑스에 반환되었다.
아르투아 백작 작위는 루이 15세의 손자 샤를 필리프가 1824년 왕으로 즉위할때까지 한 차례 더 사용되었다.

## 참고 서적
- Vanderkindere, Léon (1902), 《La Formation territoriale des principautés belges au Moyen Âge》 (PDF) (프랑스어) 1, 브뤼셀: H. Lamertin
- Goethals-Vercruysse, Jacques Joseph Ignace; Voisin, Auguste (1834), 《Bataille de Courtrai, ou des Eperons d'Or》 (프랑스어), Vanderheyden D. J.
- 《Northern France Nobility: Robert of Artois》, Fondation for Medieval Genealogy, 2013년 8월 21일에 확인함